# Feoktistov (kráter)

Poloha kráteru Feoktistov (v pravé části mapy rovníkové oblasti Měsíce).

Feoktistov je poměrně malý měsíční impaktní kráter nacházející se na severní hemisféře na odvrácené straně Měsíce, proto není pozorovatelný přímo ze Země. Má průměr 22 km, pojmenován byl na počest sovětského kosmonauta Konstantina Petroviče Feoktistova, který byl společně s Borisem Jegorovem prvním civilním kosmonautem SSSR.
Feoktistov leží severozápadně od kráteru Těreškovová a Mare Moscoviense (Moskevského moře).

## Satelitní krátery
V okolí kráteru se nachází několik dalších kráterů. Ty byly označeny podle zavedených zvyklostí jménem hlavního kráteru a velkým písmenem abecedy.
| Feoktistov | Sel. šířka | Sel. délka | Průměr |
| ---------- | ---------- | ---------- | ------ |
| X          | 33,1° S    | 139,5° V   | 23 km  |